# Jiří Tichý (publicista)
Jiří Tichý (* 2. dubna 1946 Praha) je český spisovatel, výtvarník, novinář, signatář Charty 77 a politický vězeň komunistického režimu.

## Život
Matka Jiřího Tichého Věra Vincová byla úřednice, otec Libor (Šalom) Feldštajn, pracoval jako obchodní příručí. Otec byl aktivní sionista a roku 1948 odešel do Izraele, kde později založil novou rodinu. Syn Jiří se původně jmenoval po něm, ale nakonec dostal jméno Tichý. Vystudoval Střední průmyslovou školu grafickou a vyučil se typografem v tiskárnách národního podniku Svoboda.
V srpnu 1968, čtyři dny po příchodu okupačních vojsk, odcestoval do Vídně a odtud po dvou měsících do Izraele. Setkal se s otcem, kterého viděl naposled ve dvou letech, a uvažoval, že se v Izraeli usadí. Po službě v armádě se jako přesvědčený pacifista po necelých dvou letech rozhodl k návratu do Československa k matce.
Zpočátku pracoval v tiskárně, ale brzy odešel dělat kulisáka v Divadle za branou. Obnovil některá přátelství, seznámil se s Karlem Neprašem a Otakarem Slavíkem a stal se partnerem kunsthistoričky Marcely Pánkové. Začal se zabývat výtvarným uměním a po zrušení Divadla za branou přešel jako asistent do Národní galerie.
Roku 1977 se stal signatářem Charty 77, ale jeho podpis byl záměrně utajen do roku 1978, protože svým jménem kryl publikace některých nepohodlných autorů (Tomáš Pěkný, Pavel Šrut). Po podpisu Charty 77 odešel na méně exponované místo dokumentátora v archeologickém oddělení Muzea hl. m. Prahy, ale ihned po zveřejnění podpisu byl z Muzea vyhozen. Pracoval krátce jako číšník a pak sedm let jako dělník u Vodních staveb. Do roku 1989 pak byl zaměstnán v podniku Sady, lesy a zahradnictví Praha.
V 80. letech pracoval v disentu a rozmnožoval samizdat Informace o Chartě (Infoch) až do roku 1988, kdy ve vězení zemřel disident Pavel Wonka. Tehdy s Ivanem Jirousem sepsal protestní petici „Tak dost!“. Radikální text petice, na kterou Ivan M. Jirous sháněl podpisy po hospodách, nenechal režim bez odezvy a Jiří Tichý byl po odeslání petice zatčen a vzat do vazby. StB u něj provedla čtyři domovní prohlídky během 24 hodin a mimo jiné našla psací stroj Rank Xerox, na kterém přepisoval Infochy. Byl nadále vyšetřován na svobodě a nakonec souzen společně s Ivanem Jirousem. Dne 9. 3. 1989 byl za trestný čin pobuřování podle §100/1a (za „útok na státní orgán a orgán společenské organizace“ ) odsouzen na 6 měsíců nepodmíněně a vězněn v různých věznicích, například v Plzni Borech. 

## Dílo
Je autorem textů k výstavám v neoficiálních galeriích. V 90. letech působil jako publicista v časopisu Respekt a výtvarný redaktor časopisu Ateliér. V roce 1998 vydal knihu samizdatů a polistopadových fejetonů „Od dubna do dubna“, z nichž některé byly příležitostně publikovány v Studentských listech. V roce 2002 vydal autobiografický román Výlet o své cestě do Izraele.
Spolupracuje s Českým rozhlasem a píše fejetony a výtvarné recenze do různých periodik a jejich internetových verzí. Po roce 2000 krátce pracoval jako kustod v Národní galerii v Praze.